# Жолудев, Виктор Григорьевич
Ви́ктор Григо́рьевич Жо́лудев (22 марта 1905, Углич, Ярославская губерния — 21 июля 1944, Волковысский район, Белостокская область) — советский военный деятель, генерал-майор (19 января 1942 года). Герой Советского Союза (11 ноября 1944 года, посмертно).

## Начальная биография
Виктор Григорьевич Жолудев родился 22 марта 1905 года в городе Углич в семье рабочего.
После получения неполного среднего образования в 14 лет пошёл работать плотогоном на Волгу. С переездом в Москву в 1921 году работал в порту.

## Военная служба

### Довоенное время
В мае 1922 года призван в РККА и направлен на учёбу на Московские инженерные курсы, однако вскоре был переведён на 2-е Петроградские пехотные курсы, после окончания которых в сентябре 1923 года назначен на должность младшего командира дивизионной школы в составе 36-й стрелковой дивизии (5-я Краснознамённая армия), а в 1924 году переведён в 106-й Сахалинский стрелковый полк и назначен на должность командира взвода.
После окончания Сибирских повторных курсов комсостава РККА, дислоцированных в Иркутске, в августе 1925 года вернулся в полк и назначен на должность командира пулемётного взвода полковой школы, а в 1927 году — на должность командира роты, после чего принимал участие в боевых действиях в ходе конфликта на КВЖД, во время которого был ранен в ногу.
В ноябре 1929 года Жолудев направлен на учёбу на курсы усовершенствования командного состава по физическому образованию, дислоцированные в Ленинграде, после окончания которых в 1930 году назначен на должность инструктора физической подготовки 36-й стрелковой дивизии (Забайкальская группа войск ОКДВА), в мае 1932 года — на должность командира учебного батальона в составе 107-го Владимирского стрелкового полка той же дивизии, а в мае 1934 года — на должность командира 36-го авиадесантного отряда (Забайкальская группа войск ОКДВА). После окончания двух курсов Военной академии имени М. В. Фрунзе в июле того же года направлен на курсы усовершенствования командного состава по авиадесантной подготовке, дислоцированные в Чите, после окончания которых вернулся в авиадесантный отряд (с мая 1935 года находился в составе ЗабВО). В 1935 году окончил курсы проводников в Чите.
В июле 1936 года вновь назначен на должность командира стрелкового батальона в составе 107-го Владимирского стрелкового полка (36-я стрелковая дивизия), в августе — на должность командира моторизованного батальона в составе 57-го особого корпуса, дислоцировавшегося на территории МНР. Находясь на данной должности, Жолудев с июля по август 1938 года принимал участие в боевых действиях у озера Хасан. В сентябре того же года назначен на должность помощника командира по строевой части 159-го стрелкового полка (Приволжский военный округ), а в июле 1939 года — на должность командира 110-го отдельного стрелкового полка (Забайкальский военный округ), после чего принимал участие в боевых действиях на реке Халхин-Гол.
В августе 1939 года Жолудев назначен на должность заместителя начальника отдела боевой подготовки штаба Приволжского военного округа, а с января 1940 года исполнял должности командира сначала 20-й, а затем 18-й запасных стрелковых бригад, дислоцировавшихся в Казани.
В марте 1941 года назначен командиром сначала 199-й стрелковой дивизии (Киевский военный округ, однако в эту должность не вступил, и в начале апреля — назначен командиром 234-й стрелковой дивизии, а в мае того же года — на должность командира 6-й воздушно-десантной бригады (3-й воздушно-десантный корпус, Одесский военный округ), формировавшегося в Первомайске (Николаевская область).

### Великая Отечественная война
С началом войны находился на прежней должности. Бригада под командованием Жолудева в составе корпуса в начале июля была передислоцирована в район Киева. Вскоре группа армий «Юг» противника дошла до Киевского укреплённого района и заняла аэродром и посёлок Жуляны, находящиеся под городом. Командующий Юго-Западным фронтом генерал М. П. Кирпонос с целью проведения контрудара ввёл в бой 3-й воздушно-десантный корпус, первой из состава которого начала вести 6-я воздушно-десантная бригада. Жолудев принял решение: двумя батальонами атаковать прорвавшиеся части противника с фронта, когда как два других должны наносить удары со флангов, а затем окружить и уничтожить противника на аэродроме. Утром 6 августа Жолудев отдал данный приказ, и в результате аэродром и посёлок были освобождены, однако в этот же день противник нанёс контрудар по нашим позициям, и в ходе одной из атак группа автоматчиков противника вышла к КП бригады. Собрав офицеров штаба и комендантский взвод, Жолудев организовал оборону, после чего атака была отбита. В ходе этого боя Жолудев был ранен, однако остался в строю.
Утром 7 августа с левого фланга 6-й бригады была введена в бой 212-я воздушно-десантная бригада под командованием полковника И. И. Затевахина, а вечером — 5-я воздушно-десантная бригада под командованием полковника А. И. Родимцева. В течение 8 — 12 августа противник наносил контрудары в полосе обороны 3-го воздушно-десантного корпуса, в результате чего им был занят аэропортом, однако на рассвете 13 августа корпус перешёл в наступление, в ходе которого части противника отступили от Киева на 15 километров.
В конце августа корпус был передислоцирован севернее Конотопа на рубеж реки Сейм с целью отражения удара 2-й танковой группы. В начале сентября полковник Жолудев назначен на должность командира 212-й воздушно-десантной бригады. 7 сентября 2-я танковая группа противника начала попытку форсирования реки, однако атаки были отражены. 9 сентября после немецкой пятичасовой артиллерийской и авиационной подготовки началась атака танков противника. Отражение атаки немцев продолжалось до вечера, когда корпус отступил в Лизогубовский лес, в районе которого попал в окружение. Объединённые Жолудевым части корпуса начали рейды на деревни в тылу противника. 17 сентября был получен приказ о выходе корпуса из окружения, после чего пройдя с боями около 200 километров, он вышел из окружения и 29 сентября занял оборону на правом фланге 40-й армии. В тот же день Жолудев был отозван в Москву и 1 октября назначен на должность командира 1-го воздушно-десантного корпуса, формировавшегося в городе Марксштадт (Приволжский военный округ).
Весной 1942 года три сформированные бригады были выведены из состава корпуса и направлены на задания: 204-я бригада десантировалась в тыл демянской группировке врага; 1-я пошла на помощь окружённой 2-й ударной армии; 211-я была десантирована в тыл противника в район действия 1-го гвардейского кавалерийского корпуса, но в расположение вернулась только 1-я бригада, после чего Жолудев приступил к формированию двух новых бригад. В том же году вступил в ряды ВКП(б).
В июле 1942 года 1-й воздушно-десантный корпус был преобразован в 37-ю гвардейскую стрелковую дивизию, а Жолудев назначен её командиром. Вскоре дивизия была направлена на Сталинградский фронт и с ходу контратаковала врага, форсировавшего Дон в районе станицы Трехостровской, в результате чего плацдарм противника был ликвидирован.
30 сентября дивизия была передана в состав 62-й армии под командованием генерала В. И. Чуйкова и в ночь на 3 октября передислоцирована в Сталинград и затем вышла к реке Мокрая Мечетка, где контратаковала противника, который вскоре отступил с нескольких улиц в районе Тракторного завода. 14 октября на участке дивизии противник перешёл в наступление. В середине дня 30 бомбардировщиков бомбили овраг за Тракторным заводом, где находился командный пункт Жолудева. В результате бомбардировок штабные блиндажи были завалены, а В. Г. Жолудев был контужен. Затем неделю велись бои в цехах Тракторного завода, а затем они перенесены в район заводов «Баррикады» и «Красный Октябрь», в ходе которых дивизия практически была уничтожена. За эти бои был награждён орденом Красного Знамени. После контрнаступления под Сталинградом, оставив в городе сводный полк, 37-я гвардейская дивизия была направлена на переформирование. Вскоре, зимой 1943 года, дивизия вела боевые действия в ходе в Курской операции.
В мае 1943 года Жолудев назначен на должность командира 35-го стрелкового корпуса, который вскоре принимал участие в боевых действиях в ходе Курской битвы и Брянской наступательной операции, а также в освобождении городов Трубчевск, Стародуб и Новозыбков, а вскоре — в Гомельско-Речицкой, Рогачевско-Жлобинской и Уманско-Ботошанской наступательных операциях.
Летом 1944 года во время операции «Багратион» корпус под командованием Жолудева принимал участие в ходе Бобруйской операции, во время которой входил в состав северной ударной группировки 1-го Белорусского фронта. В первый день боёв корпус прорвал оборону противника, а затем форсировал реки Ольса и Березина, освободил города Кличев, Березино и Свислочь и за 5 дней боевых действий прошёл около 100 километров. Затем в ходе Минской наступательной операции корпус после форсирования реки Друть и прорыва обороны противника вышел на участок шоссе Могилёв — Бобруйск, а затем принимал участие в ходе освобождения городов Червень и Минск.

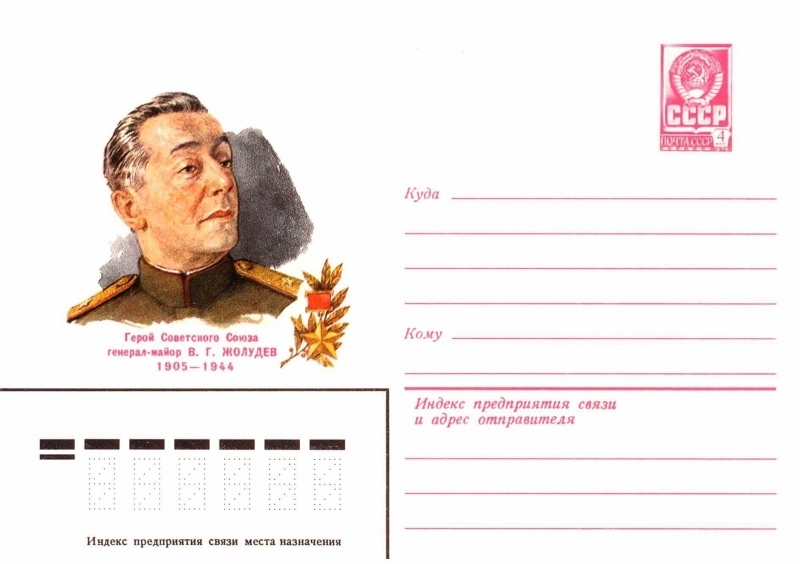
Конверт почты СССР, посвящённый памяти В. Г. Жолудева

21 июля 1944 года генерал-майор Жолудев во главе группы офицеров корпуса выехал на передовую, сопровождая командующего 3-й армией А. В. Горбатова в район Волковыска и в бою погиб, командарм чудом выжил. При наступлении частей дивизии, в районе западнее д. Плебаново, младший сержант Черенцов С. Н., действующий на открытом фланге, проявляя мужество и отвагу, вынес с поля боя под сильным прицельным артиллерийским и пулеметным огнем противника тело командира 35 стрелкового корпуса генерал-майора Жолудева. А затем, прикрывая огнем, помог скрытно вывести из-под обстрела и угрозы захвата противником командира 323 СТД и командующего третьей армии. За этот подвиг Черенцов был награждён медалью «За отвагу».
Похоронен в Волковыске (Гродненская область).
Указом Президиума Верховного Совета СССР от 11 ноября 1944 года за образцовое выполнение боевых заданий командования на фронте борьбы с немецкими захватчиками и проявленные при этом отвагу и геройство генерал-майору Виктору Григорьевичу Жолудеву было посмертно присвоено звание Героя Советского Союза.

## Награды
- Медаль «Золотая Звезда» (11.11.1944, посмертно);
- Орден Ленина (11.11.1944, посмертно);
- Два ордена Красного Знамени (9.01.1942, 1943);
- Орден Кутузова 1 степени (23.07.1944);
- два ордена Суворова 2 степени (27.08.1943, 1944);
- Медаль «За оборону Сталинграда» (1943).

## Память

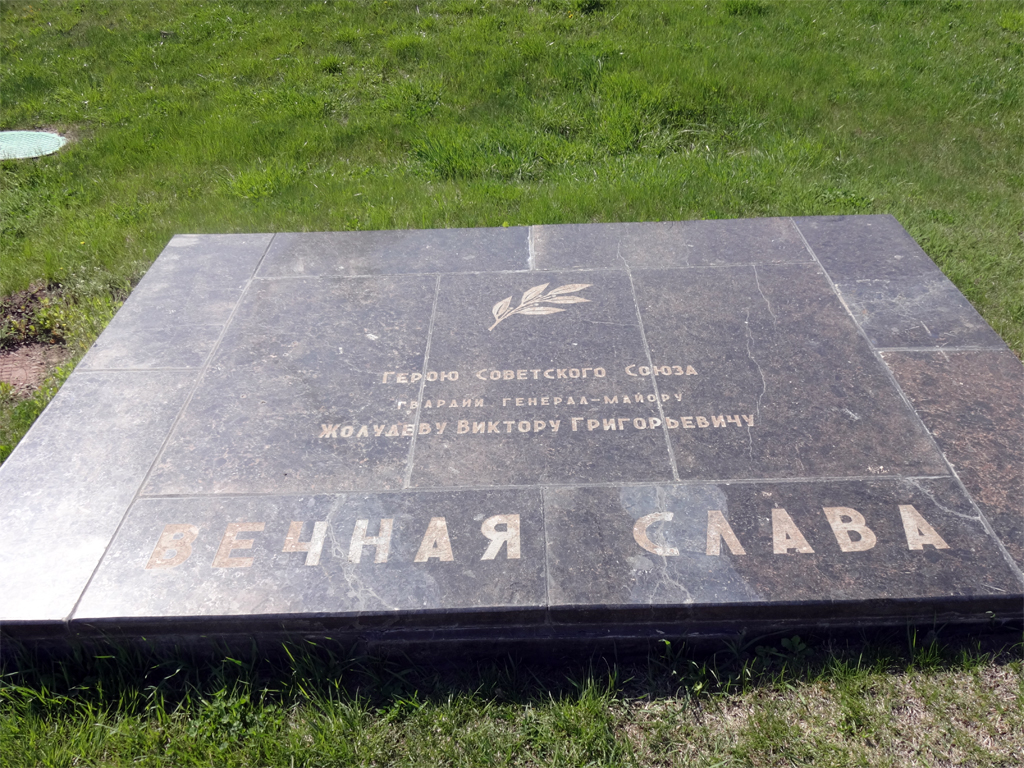
Мемориальная плита В. Г. Жолудева на Мамаевом кургане в Волгограде.

Рядом со зданием Волковыскской школы № 1 установлен бюст Жолудева, а на улицах его имени в Волковыске и Волгограде — мемориальные доски. В Угличе имя В. Г. Жолудева увековечено в Парке Победы у Вечного огня, а в Волгограде — на мемориале на Мамаевом кургане.
Его именем названы улицы в Волгограде, Угличе (Ярославская область), Волковыске и Марксе (Саратовская область).
Также его имя в 1981 году было присвоено улице в Киеве (Южноборщаговский массив), однако в сентябре 2022 года она была переименована в рамках десоветизации.